# Vladislav Volkov
Vladislav Nikolajevič Volkov (rusky Владислав Николаевич Волков; 23. prosince 1935 Moskva - 29. června 1971 v Sojuzu 11 nad Kazachstánem) byl sovětský letecký inženýr a kosmonaut ruské národnosti, který tragicky při návratu z kosmu zahynul.

## Život
Narodil se v rodině, která zasvětila celý život letectvu. Otec byl leteckým konstruktérem a také matka pracovala v letecké továrně. To bylo hlavním důvodem, proč se Vladislav dostal na Moskevskou vysokou školu leteckou MAI se specializací pro okřídlené řízené střely. Po jejím absolvování v roce 1959 se stal leteckým inženýrem – výzkumníkem a dostal se do konstrukční kanceláře kosmické techniky OKB-l (pozdější RKK Eněrgija). Podílel se jako zástupce šéfkonstruktéra na projektech lodí Vostok a Voschod. V roce 1964 byl pozván k výcviku budoucích kosmonautů OKB-1.

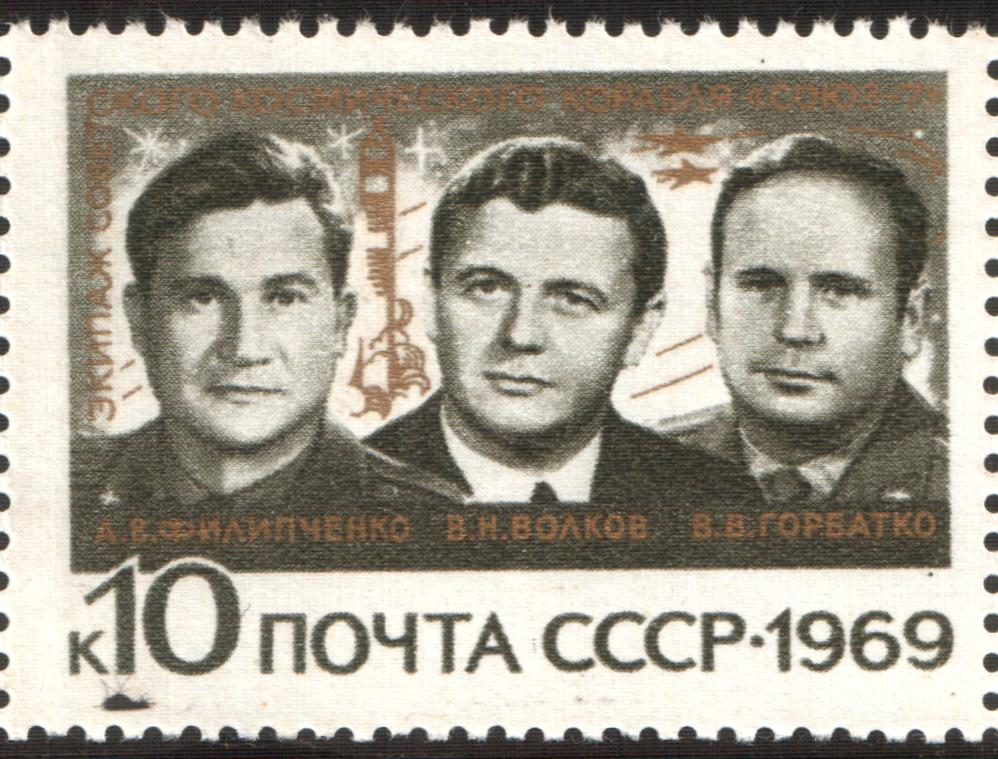
Volkov na známce uprostřed

## Lety do vesmíru
V roce 1969 poprvé odstartoval do kosmu v Sojuzu 7, ve funkci palubního inženýra, spolu s ním letěli Anatolij Filipčenko a Viktor Gorbatko. Pětidenní let byl zčásti společným, protože spolu s nimi byly na orbitě další dvě lodě Sojuz s posádkou. Přistáli v kabině na padácích na území Kazachstánu.
Po svém prvním letu v roce 1969 napsal knihu Kroky do nebes (do češtiny přeložil Milan Codr)
O dva roky později odstartoval z Bajkonuru podruhé a naposled. Původně jmenovaná posádka pro onemocnění Kubasova neletěla, vysláni byli náhradníci. V Sojuzu 11 s ním letěli Georgij Dobrovolskij a Viktor Pacajev. Po příletu na stanici Saljut 1 zjistili nedýchatelný vzduch, plný kouře. Po odstranění závady řadu dní zde plnili zadané úkoly. Pro zhoršování fyzické kondice posádky bylo rozhodnuto program letu zkrátit.
Večer 29. června se oddělil Sojuz 11 od stanice Saljut a započal se sestupem. Při sestupové fázi byly odpáleny pyrotechnicky spojovací šrouby s nepotřebným obytným modulem. Otřesem výbuchu se však neplánovaně otevřel odvětrávací ventil už ve výši 186 km nad povrchem. Vzduch unikl během 30 sekund a všichni tři kosmonauti zahynuli zadušením v Sojuzu po letu trvajícím 570 hodin. Přistávací modul na padácích měkce přistál za asistence čekajících vrtulníků. Jejich smrt byla zjištěna až po přistání kabiny na Zemi.
- Sojuz 7 (12. říjen 1969 – 17. říjen 1969)
- Sojuz 11 (6. červen 1971 – 29. červen 1971)